# Микенас, Антанас Казевич
Анта́нас Казевич Мике́нас (лит. Antanas Mikėnas, 24 февраля 1924, Рамигала — 23 сентября 1994, Вильнюс) — советский литовский легкоатлет, серебряный призёр Олимпийских игр. Мастер спорта СССР (1955), заслуженный мастер спорта (1957). Выступал за общество «Спартак».

## Карьера
На Олимпиаде в Мельбурне в 1956 году Антанас участвовал в ходьбе на 20 километров и завоевал серебряную медаль, уступив лишь своему соотечественнику Леониду Спирину. Бронзу выиграл также советский атлет Бруно Юнк.

### Чемпионаты СССР
| Год  | Дистанция    | Результат | Дата         | Город  | Место |
| ---- | ------------ | --------- | ------------ | ------ | ----- |
| 1956 | Ходьба 20 км | 1.29.57,6 | 5—16 августа | Москва | III   |
| 1958 | Ходьба 20 км | 1:30.33,6 | 19—21 июля   | Таллин | III   |

После завершения спортивной карьеры работал тренером по лёгкой атлетике.

## Награды
- орден Трудового Красного Знамени (27.04.1957) — «за успехи, достигнутые в деле развития массового физкультурного движения в стране, повышения мастерства советских спортсменов, и успешное выступление на международных соревнованиях»